# Felsőzsolca
Felsőzsolca é uma cidade da Hungria, situada no condado de Borsod-Abaúj-Zemplén. Tem 16,25 km² de área e sua população em 2019 foi estimada em 3.062 habitantes.